# Derechos de las minorías

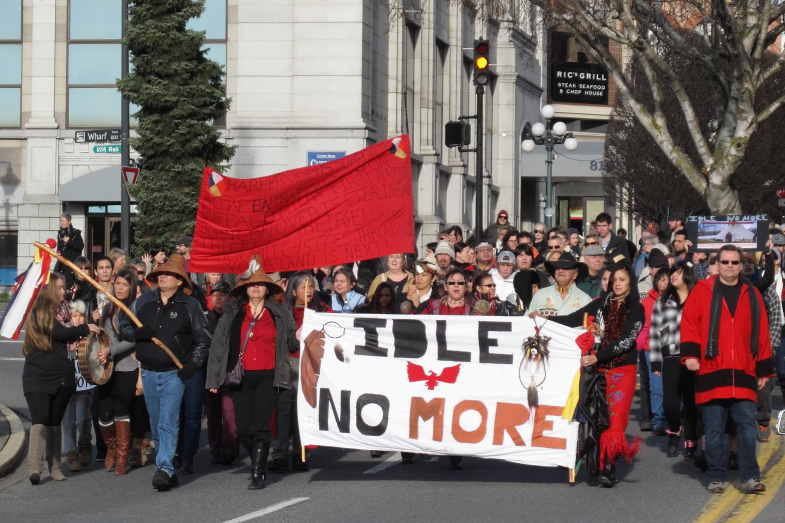
Manifestación por la soberanía indígena y en contra del extractivismo en Canadá (2012). La movilización fue parte de la campaña "Idle No More"

Los derechos de las minorías son los derechos individuales normales que se aplican a los miembros de minorías raciales, étnicas, de clase, religiosas, lingüísticas o de género y sexuales; y también los derechos colectivos acordados a los grupos minoritarios. Los derechos de las minorías también pueden aplicarse simplemente a los derechos individuales de cualquier persona que no sea parte de un grupo mayoritario.
El documento normativo más importante sobre los derechos de las minorías es la Declaración sobre los derechos de las personas pertenecientes a minorías nacionales o étnicas, religiosas y lingüísticas aprobada por la Asamblea de Naciones Unidas en 1992.